# Anti-fashion
 (mars 2024).
- Si vous ne connaissez pas le sujet, laissez ce bandeau (vous pouvez alors contacter les auteurs).
- Si vous supprimez le contenu mis en cause (vous pouvez préalablement contacter les auteurs),

argumentez précisément cette suppression dans la page de discussion
(un manque de référence n'est pas un argument ; une recherche réelle de référence doit avoir été effectuée, être formellement documentée).
 (mars 2024).
Si vous disposez d'ouvrages ou d'articles de référence ou si vous connaissez des sites web de qualité traitant du thème abordé ici, merci de compléter l'article en donnant les références utiles à sa vérifiabilité et en les liant à la section « Notes et références ».
L'anti-fashion représente une rébellion contre les normes établies et les tendances éphémères de l'industrie de la mode, mettant en avant l'individualité, la durabilité et la remise en question des standards traditionnels. Ses représentants sont Vivienne Westwood, Issey Miyake, Rei Kawakubo, Yohji Yamamoto, Ann Demeulemeester, Maison Martin Margiela, Raf Simons dont se sont inspirés Donna Karan, Anna Sui, Marc Jacobs, Perry Ellis, Ralph Lauren.

## Origines de l'anti-fashion
L'émergence de l'anti-fashion peut être retracée dans les mouvements culturels et sociaux qui remettent en question les normes établies. Dans les années 1960, par exemple, le mouvement hippie a rejeté les conventions de la mode traditionnelle au profit de vêtements fluides, colorés et souvent faits à la main, reflétant un mode de vie centré sur la paix, l'amour et l'harmonie avec la nature. De même, le mouvement punk des années 1970 a utilisé la mode comme une forme d'expression rebelle contre l'autorité et la société de consommation, en adoptant des vêtements déchirés, épinglés et personnalisés pour transmettre un message de désillusion et de protestation.

## Principes de l'anti-fashion
L'anti-fashion se distingue par plusieurs principes fondamentaux qui le guident :
1. Individualité et expression personnelle : contrairement à la mode conventionnelle qui tend à uniformiser les styles, l'anti-fashion encourage l'individualité et l'expression personnelle à travers le vêtement. Les adeptes de l'anti-fashion utilisent la mode comme un moyen de se démarquer et de communiquer leur identité unique.
2. Durabilité et minimalisme : alors que l'industrie de la mode rapide est souvent critiquée pour sa surproduction et son gaspillage, l'anti-fashion prône la durabilité et le minimalisme. Les partisans de ce mouvement privilégient la qualité à la quantité, choisissant des vêtements intemporels et bien faits qui durent dans le temps plutôt que de suivre les tendances éphémères.
3. Remise en question des normes : l'anti-fashion remet en question les normes de beauté et les conventions de genre prédominantes dans l'industrie de la mode. Il célèbre la diversité sous toutes ses formes et encourage l'acceptation de soi et des autres sans se conformer à des standards préétablis.

## Impact de l'anti-fashion
L'anti-fashion a un impact significatif sur l'industrie de la mode et la société dans son ensemble :
1. Changement de perception : en remettant en question les normes de l'industrie de la mode, l'anti-fashion contribue à élargir les perceptions de la beauté et de l'esthétique, encourageant une plus grande acceptation de la diversité corporelle, des styles non conventionnels et des modes de vie alternatifs.
2. Responsabilité environnementale : avec son emphasis sur la durabilité et la consommation consciente, l'anti-fashion sensibilise aux problèmes environnementaux associés à l'industrie de la mode rapide. Il encourage les marques à adopter des pratiques plus durables, telles que l'utilisation de matériaux recyclés, la réduction des déchets et la fabrication éthique.
3. Empowerment Individuel : en permettant aux individus d'exprimer leur singularité à travers leur style vestimentaire, l'anti-fashion favorise un sentiment d'empowerment et de confiance en soi. Il offre un espace où les gens peuvent se sentir libres d'être authentiques et fidèles à eux-mêmes, indépendamment des pressions sociales ou des normes de l'industrie.